# Folarin Balogun
Folarin Balogun (Brooklyn, Nueva York, Estados Unidos, 3 de julio de 2001) es un futbolista estadounidense que juega de delantero en el A. S. Monaco F. C. de la Ligue 1.

## Primeros años
Balogun nació en la ciudad de Nueva York y emigró a Inglaterra cuando tenía dos años, creciendo en Londres. Sus padres son de Nigeria. A menudo se hace referencia a Balogun por su apodo de 'Flo', acuñado para él en sus años en la academia del Arsenal.

## Trayectoria
Tras formarse en las filas inferiores del Aldersbrook, finalmente recaló en el Arsenal F. C. Hizo su debut con el primer equipo en la temporada 2020-21 el 29 de octubre de 2020 en un encuentro de la Liga Europa de la UEFA contra el Dundalk F. C. tras sustituir a Eddie Nketiah en el minuto 74 en un encuentro que ganó el Arsenal por 3-0. En esa misma competencia marcó sus dos primeros goles como gunner.
El 12 de enero de 2022 abandonó el club londinense para jugar lo que restaba de temporada en el Middlesbrough F. C. en calidad de cedido. Logró tres goles en los 21 partidos que disputó, ayudando al equipo a tener opciones de jugar el playoff de ascenso hasta la última jornada. En agosto volvió a ser prestado, marchándose a Francia para jugar en el Stade de Reims. Con este equipo consiguió marcar 22 tantos y en agosto de 2023 abandonó definitivamente la entidad londinense al ser traspasado al A. S. Monaco F. C.

## Selección nacional
Fue internacional en categorías inferiores con Inglaterra, participando en el Europeo sub-17 de 2018, y con Estados Unidos. Posteriormente mantuvo abierta la posibilidad de representar a Nigeria, país de nacimiento de sus padres. Finalmente optó por jugar en categoría absoluta con la selección de Estados Unidos e hizo su debut el 15 de junio de 2023 en las semifinales de la Liga de Naciones de la Concacaf ante México.

## Estadísticas

### Clubes
Actualizado al último partido disputado el 5 de octubre de 2024.
| Club                           | Div.          | Temporada     | Liga  | Liga  | Liga   | Copas nacionales | Copas nacionales | Copas nacionales | Copas internacionales | Copas internacionales | Copas internacionales | Total | Total | Total  |
| Club                           | Div.          | Temporada     | Part. | Goles | Asist. | Part.            | Goles            | Asist.           | Part.                 | Goles                 | Asist.                | Part. | Goles | Asist. |
| ------------------------------ | ------------- | ------------- | ----- | ----- | ------ | ---------------- | ---------------- | ---------------- | --------------------- | --------------------- | --------------------- | ----- | ----- | ------ |
| Arsenal F. C. Inglaterra       | 1.ª           | 2020-21       | 0     | 0     | 0      | 1                | 0                | 0                | 5                     | 2                     | 1                     | 6     | 2     | 1      |
| Arsenal F. C. Inglaterra       | 1.ª           | 2021-22       | 2     | 0     | 0      | 2                | 0                | 0                | —                     | —                     | —                     | 4     | 0     | 0      |
| Arsenal F. C. Inglaterra       | Total club    | Total club    | 2     | 0     | 0      | 3                | 0                | 0                | 5                     | 2                     | 1                     | 10    | 2     | 1      |
| Middlesbrough F. C. Inglaterra | 2.ª           | 2021-22       | 18    | 3     | 3      | 3                | 0                | 0                | —                     | —                     | —                     | 21    | 3     | 3      |
| Middlesbrough F. C. Inglaterra | Total club    | Total club    | 18    | 3     | 3      | 3                | 0                | 0                | 0                     | 0                     | 0                     | 21    | 3     | 3      |
| Stade de Reims Francia         | 1.ª           | 2022-23       | 37    | 21    | 2      | 2                | 1                | 0                | —                     | —                     | —                     | 39    | 22    | 2      |
| Stade de Reims Francia         | Total club    | Total club    | 37    | 21    | 2      | 2                | 1                | 0                | 0                     | 0                     | 0                     | 39    | 22    | 2      |
| A. S. Monaco F. C. Francia     | 1.ª           | 2023-24       | 29    | 7     | 3      | 3                | 1                | 0                | —                     | —                     | —                     | 32    | 8     | 3      |
| A. S. Monaco F. C. Francia     | 1.ª           | 2024-25       | 6     | 3     | 0      | 0                | 0                | 0                | 2                     | 0                     | 0                     | 8     | 3     | 0      |
| A. S. Monaco F. C. Francia     | Total club    | Total club    | 35    | 10    | 3      | 3                | 1                | 0                | 2                     | 0                     | 0                     | 40    | 11    | 3      |
| Total carrera                  | Total carrera | Total carrera | 92    | 34    | 8      | 11               | 2                | 0                | 7                     | 2                     | 1                     | 110   | 38    | 9      |

## Estilo de juego
Balogun ha mostrado ritmo, técnica y la capacidad de jugar con dos pies. Martin Keown ha comparado a Balogun con el segundo máximo goleador del Arsenal, Ian Wright, debido a su ritmo y movimiento inteligente. En su primera entrevista para Middlesbrough, Balogun dijo que se inspiró en Edinson Cavani y Robert Lewandowski.

## Palmarés

### Títulos internacionales
| Título                          | Club           | Sede           | Año  |
| ------------------------------- | -------------- | -------------- | ---- |
| Liga de Naciones de la Concacaf | Estados Unidos | Estados Unidos | 2023 |
| Liga de Naciones de la Concacaf | Estados Unidos | Estados Unidos | 2024 |

### Distinciones individuales
| Distinción                                                | Año  |
| --------------------------------------------------------- | ---- |
| Jugador del partido contra Panamá en la Copa América 2024 | 2024 |